# 1. Latin Team Kiel
Das 1. Latin Team Kiel ist ein Tanzsportverein in Kiel. Der Verein verfügt über drei Lateinformationen und eine Hobbygruppe, Latein-Turnierpaare sowie Angebote für Kinder. Die A-Formation des Vereins tanzt in der 1. Bundesliga Latein.

## Geschichte
Der Verein wurde am 3. Februar 1996 gegründet. Er entstand aus einer 1994 gegründeten Latein-Showformation einer Tanzschule in Kiel.

## Lateinformationen
Der Verein verfügt über drei Lateinformationen. Die A-Formation des Vereins startete in der Saison 1996/97 erstmals in der Landesliga Nord Latein. 
Seit der Saison 2021/22 tanzt die A-Formation des Vereins in der 1. Bundesliga Latein. Musikalische Themen der A-Formation in der 1. Bundesliga Latein waren
- 2021/22: „No Limit“
- 2022/23: „Dreams“
- 2023/24: „Dreams“

Trainer der Mannschaft sind Markus Baumgartner und Christine Raap.
Seit der Saison 2002/03 gibt es neben der A-Formation auch eine B-Formation im Verein. Die B-Formation tritt in der Saison 2023/24 in der 2. Bundesliga Nord Latein an. Sie wird von Kristina Roos und Felix Schauenburg trainiert.
Eine C-Formation nahm von der Saison 2005/06 bis zur Saison 2016/17 sowie wieder seit der Saison 2022/23 an Ligawettkämpfen teil. In der Saison 2013/14 gab es zusätzlich noch eine D-Formation.